# Delaila Amega
Delaila Amega (født 21. september 1997) er en hollandsk håndboldspiller som spiller i TuS Metzingen og Hollands kvindelandsholdlandshold.